# Sónan Bellmare
A Sónan Bellmare (japánul: 湘南ベルマーレ, hepburn-átírásban: Shōnan Berumāre) egy japán labdarúgóklub, melynek székhelye Hiracukában, Kanagava prefektúrában található. A klubot 1968-ban alapították Towa Real Estate SC néven és a J. League Division 1-ben szerepel.
A japán bajnokságot 3 alkalommal (1977, 1979, 1981) nyerték meg. 1995-ben elhódították a Kupagyőztesek Ázsia-kupája serlegét. 
Hazai mérkőzéseiknek a Lemon Gas Stadion Hiracuka ad otthont. A stadion 18 500 néző befogadására alkalmas. A klub hivatalos színei a zöld és a kék. Legnagyobb riválisaik a Jokohama F. Marinos és a Jokohama FC.
A Sónan a Szagami-öböl menti terültre utal, ami magában foglalja Hiracuka városát. A Bellmare az olasz bello és mare szavakból áll, ami gyönyörű tengert jelent. 

## Sikerlista
Fudzsita SC néven
- Japán bajnok (3): 1977, 1979, 1981
- Japán másodosztályú bajnok (2): 1991–92

Bellmare Hiracuka néven
- Kupagyőztesek Ázsia-kupája győztes (1): 1994–95

Sónan Bellmare néven
- Japán másodosztályú bajnok (2): 2014, 2017

## Ismert játékosok
- Nakata Hidetosi
- Kodzsima Nobujuki
- Wagner Lopes
- Hong Mjongbo